# Beugnies
Pour les articles homonymes, voir Beugnies (homonymie).
Beugnies est une commune française située dans le département du Nord, en région Hauts-de-France.

## Géographie

### Localisation
Beugnies se situe dans le sud-est du département du Nord (Hainaut) en plein cœur du parc naturel régional de l'Avesnois. L'Avesnois est connu pour ses prairies, son bocage et son relief un peu vallonné dans sa partie sud-est (début des contreforts des Ardennes), dite « petite Suisse du Nord ».
Beugnies fait partie administrativement de l'Avesnois, historiquement du Hainaut et ses paysages rappellent la Thiérache.
La commune se trouve à 100 km de Lille (préfecture du Nord), Bruxelles (Belgique) ou Reims (Marne), à 45 km de Valenciennes, Mons ou Charleroi et à 8 km d'Avesnes-sur-Helpe (sous-préfecture). La Belgique se trouve à 12 km et le département de l'Aisne à 15 km.

### Communes limitrophes
Le village est bordé par les communes de Felleries, Sars-Poteries.
| Floursies          | Wattignies-la-Victoire | Dimont        |
| Dourlers Semousies | Beugnies               | Sars-Poteries |
| Bas-Lieu           | Flaumont-Waudrechies   | Felleries     |

### Hydrographie

#### Réseau hydrographique
La commune est située dans le bassin Artois-Picardie. Elle est drainée par la Tarsy, le ruisseau Saint Pierre, la Notre-Dame du Bois, le Ri de Maubeuge, le ruisseau de Bas-lieu et le ruisseau du Lepet,,.
La Tarsy, d'une longueur de 15 km, prend sa source dans la commune  et se jette  dans la Sambre canalisée à Leval, après avoir traversé huit communes.

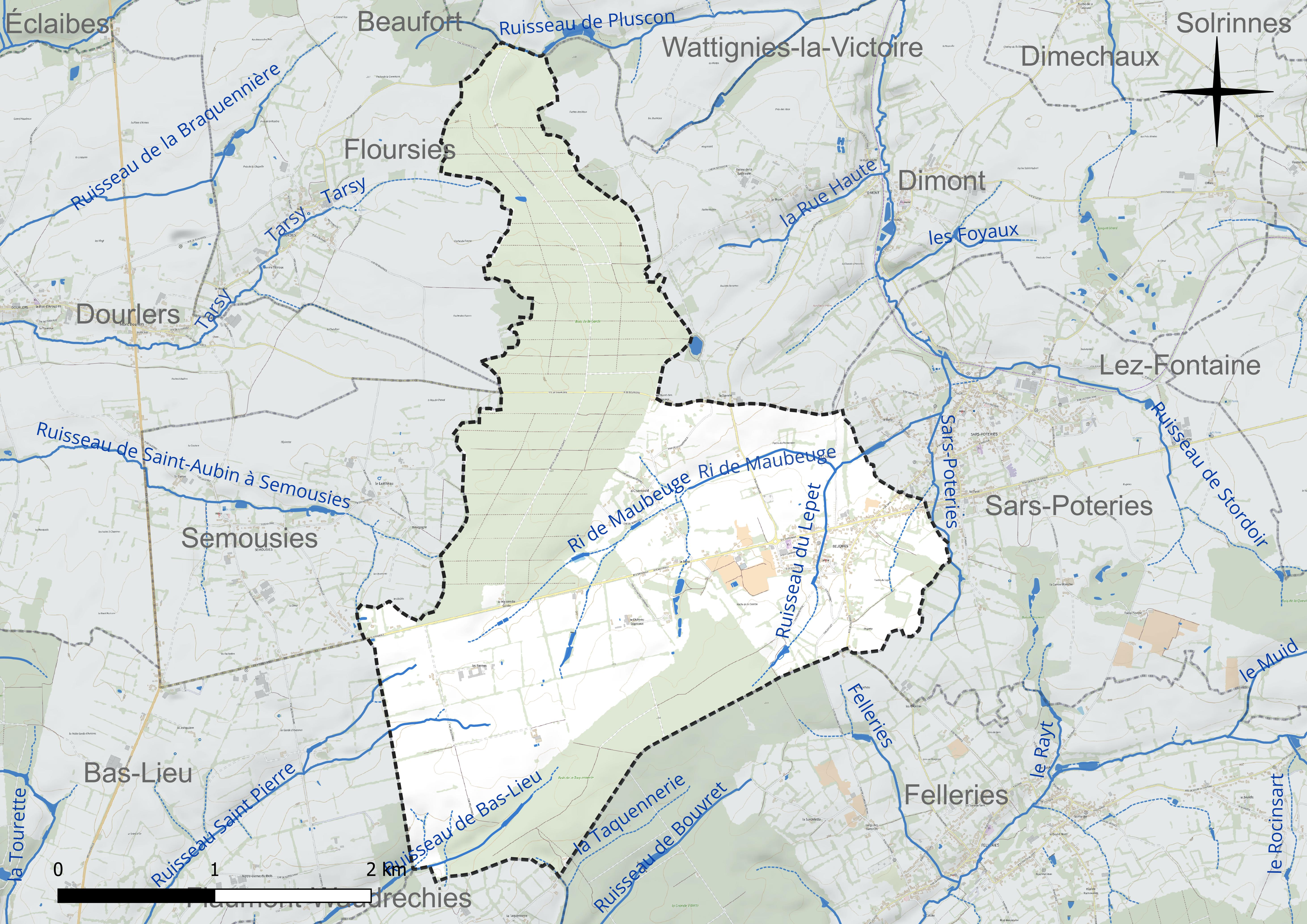
Réseau hydrographique de Beugnies.

#### Gestion et qualité des eaux
Le territoire communal est couvert par le schéma d'aménagement et de gestion des eaux (SAGE) « Sambre ». Ce document de planification concerne un territoire de 1 253 km2 de superficie, délimité par le bassin versant de la Sambre. Le périmètre a été arrêté le 1er novembre 2003 et le SAGE proprement dit a été approuvé le 21 septembre 2012, puis modifié le 18 août 2022. La structure porteuse de l'élaboration et de la mise en œuvre est le syndicat mixte du Parc naturel régional de l'Avesnois.
La qualité des cours d'eau peut être consultée sur un site dédié géré par les agences de l'eau et l'Agence française pour la biodiversité.

### Climat
Pour des articles plus généraux, voir Climat des Hauts-de-France et Climat du Nord.
En 2010, le climat de la commune est de type climat des marges montargnardes, selon une étude du CNRS s'appuyant sur une série de données couvrant la période 1971-2000. En 2020, Météo-France publie une typologie des climats de la France métropolitaine dans laquelle la commune est exposée à un climat océanique altéré et est dans la région climatique Nord-est du bassin Parisien, caractérisée par un ensoleillement médiocre, une pluviométrie moyenne régulièrement répartie au cours de l'année et un hiver froid (3 °C).
Pour la période 1971-2000, la température annuelle moyenne est de 9,6 °C, avec une amplitude thermique annuelle de 14,9 °C. Le cumul annuel moyen de précipitations est de 917 mm, avec 12,8 jours de précipitations en janvier et 9,7 jours en juillet. Pour la période 1991-2020, la température moyenne annuelle observée sur la station météorologique la plus proche, située sur la commune de Saint-Hilaire-sur-Helpe à 9 km à vol d'oiseau, est de 10,5 °C et le cumul annuel moyen de précipitations est de 802,4 mm,. Pour l'avenir, les paramètres climatiques de la commune estimés pour 2050 selon différents scénarios d'émission de gaz à effet de serre sont consultables sur un site dédié publié par Météo-France en novembre 2022.

### Milieux naturels et biodiversité
Beugnies comporte des espaces boisés qui forment la Haie d'Avesnes.

## Urbanisme

### Typologie
Au 1er janvier 2024, Beugnies est catégorisée commune rurale à habitat dispersé, selon la nouvelle grille communale de densité à sept niveaux définie par l'Insee en 2022.
Elle est située hors unité urbaine. Par ailleurs la commune fait partie de l'aire d'attraction de Maubeuge (partie française), dont elle est une commune de la couronne,. Cette aire, qui regroupe 65 communes, est catégorisée dans les aires de 50 000 à moins de 200 000 habitants,.

### Occupation des sols
L'occupation des sols de la commune, telle qu'elle ressort de la base de données européenne d'occupation biophysique des sols Corine Land Cover (CLC), est marquée par l'importance des territoires agricoles (48,8 % en 2018), une proportion identique à celle de 1990 (48,8 %). La répartition détaillée en 2018 est la suivante : 
prairies (47,7 %), forêts (47,6 %), zones urbanisées (3,6 %), terres arables (1,1 %). L'évolution de l'occupation des sols de la commune et de ses infrastructures peut être observée sur les différentes représentations cartographiques du territoire : la carte de Cassini (XVIIIe siècle), la carte d'état-major (1820-1866) et les cartes ou photos aériennes de l'IGN pour la période actuelle (1950 à aujourd'hui).

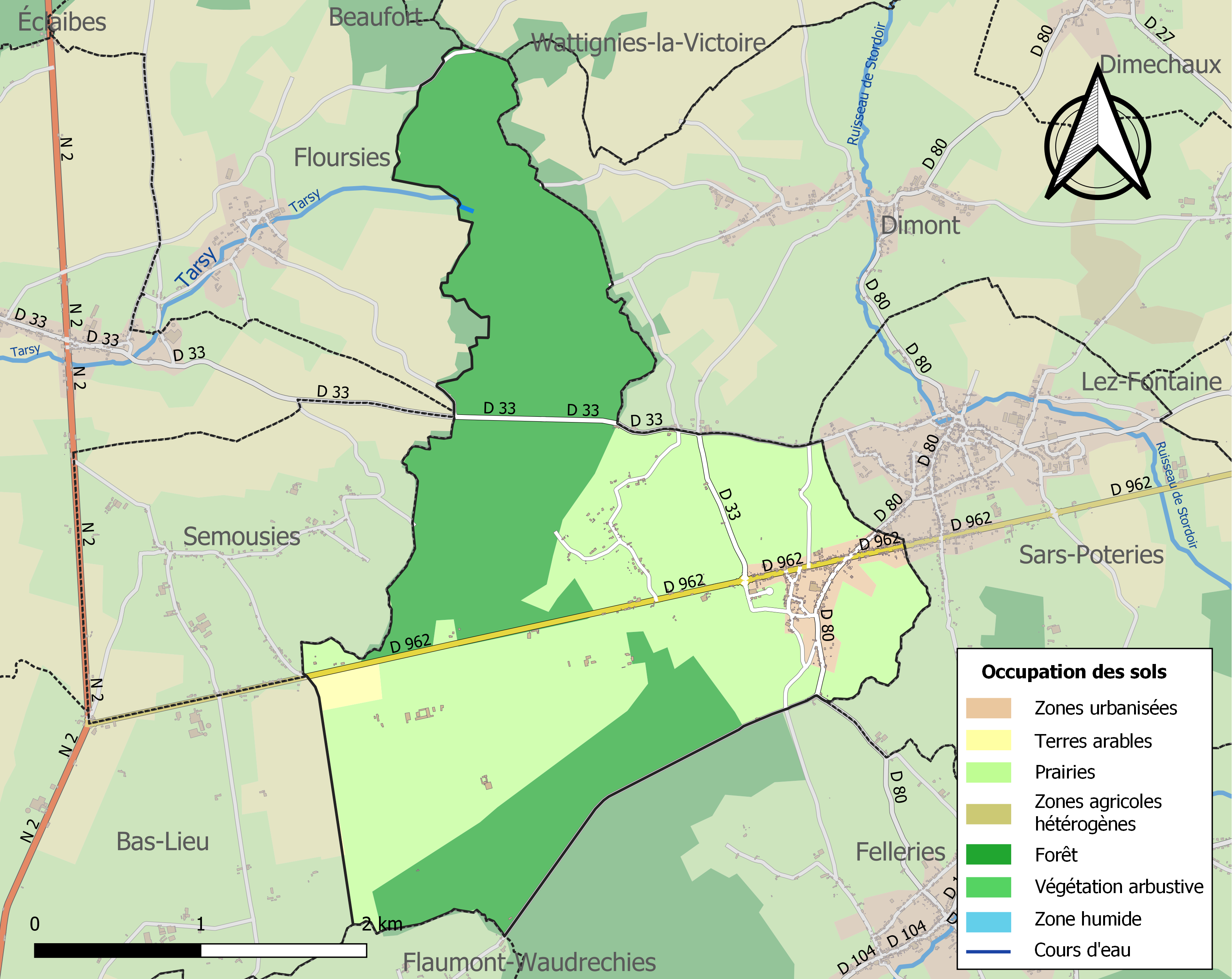
Carte des infrastructures et de l'occupation des sols de la commune en 2018 (CLC).

### Habitat et logement
En 2019, le nombre total de logements dans la commune était de 319, alors qu'il était de 302 en 2014 et de 235 en 2009.
Parmi ces logements, 83,8 % étaient des résidences principales, 6,1 % des résidences secondaires et 10,1 % des logements vacants. Ces logements étaient pour 91,5 % d'entre eux des maisons individuelles et pour 4,9 % des appartements.
Le tableau ci-dessous présente la typologie des logements à Beugnies en 2019 en comparaison avec celle du Nord et de la France entière. Une caractéristique marquante du parc de logements est ainsi une proportion de résidences secondaires et logements occasionnels (6,1 %) supérieure à celle du département (1,6 %) et à celle de la France entière (9,7 %). Concernant le statut d'occupation de ces logements, 71,3 % des habitants de la commune sont propriétaires de leur logement (75,3 % en 2014), contre 54,7 % pour le Nord et 57,5 pour la France entière.
| Typologie                                               | Beugnies | Nord | France entière |
| ------------------------------------------------------- | -------- | ---- | -------------- |
| Résidences principales (en %)                           | 83,8     | 90,6 | 82,1           |
| Résidences secondaires et logements occasionnels (en %) | 6,1      | 1,6  | 9,7            |
| Logements vacants (en %)                                | 10,1     | 7,8  | 8,2            |

## Toponymie
Le nom de la localité est attesté sous les formes Buignies en 1140, Buisgnies en 1349, Beugnies, Beugnie, au XVIIe siècle, Beugnies-Pottrie en 1740.
L'origine du nom provient de Baduiwiniacas (domaine de Bauduin) qui donne Beugnies selon la formation en -ies des noms de lieu dans l'Avesnois.
Il s'agit en fait d'une forme voisine des mots beigne, beugne, bugne, qui désignaient au moyen âge (et encore aujourd'hui dans certaines régions) une bosse à la tête à la suite d'un coup. A envisager un toponyme avec le sens de « petite colline ».

## Histoire

### Moyen Âge
En 843, avec le traité de Verdun, le partage de l'empire carolingien entre les trois petits-fils de Charlemagne octroie à Lothaire I, la Francie médiane qui comprend le Hainaut dont fait partie le village.
En 855, avec le traité de Prüm qui partage la Francie médiane entre les 3 fils de Lothaire I, le Hainaut est rattaché à la Lotharingie dont hérite Lothaire II.
En 870, avec le traité de Meerssen après la mort de Lothaire II, une partie de la Lotharingie dont fait partie le Hainaut est rattachée à la Francie occidentale.
En 880, avec le traité de Ribemont en 880, le Hainaut est rattaché à la Francie orientale qui deviendra le Saint-Empire romain germanique en 962.
Sur le plan féodal, ce village a toujours dépendu d'Avesnes. Son autel fut donné en 1103 à l'abbaye de Liessies. Les abbayes d'Hautmont et d'Aulne y possédaient aussi quelques biens. Beugnies ne constitue pas une grande paroisse et reste très peu peuplé. Cependant, dès le XVIe siècle, la ville devient un centre de fabrication de poterie et prend le nom de Bugnies-le-Pottrie. Cette activité se poursuit jusqu'au XXe siècle.
À la suite de la subdivision des départements français en districts, à partir de 1790, Beugnies se trouve dans le canton de Dourlers, lequel canton appartient au district d'Avesnes jusqu'en 1795, date à laquelle les districts sont supprimés par la constitution du 5 fructidor An III (22 août 1795). Ils seront remplacés par les arrondissements créés par la loi du 28 pluviôse an VIII (17 février 1800).

### Révolution française et Empire
Le 14 juin 1815, Napoléon et la Grande Armée traversaient Beugnies afin de se rendre à Waterloo.

### Époque contemporaine

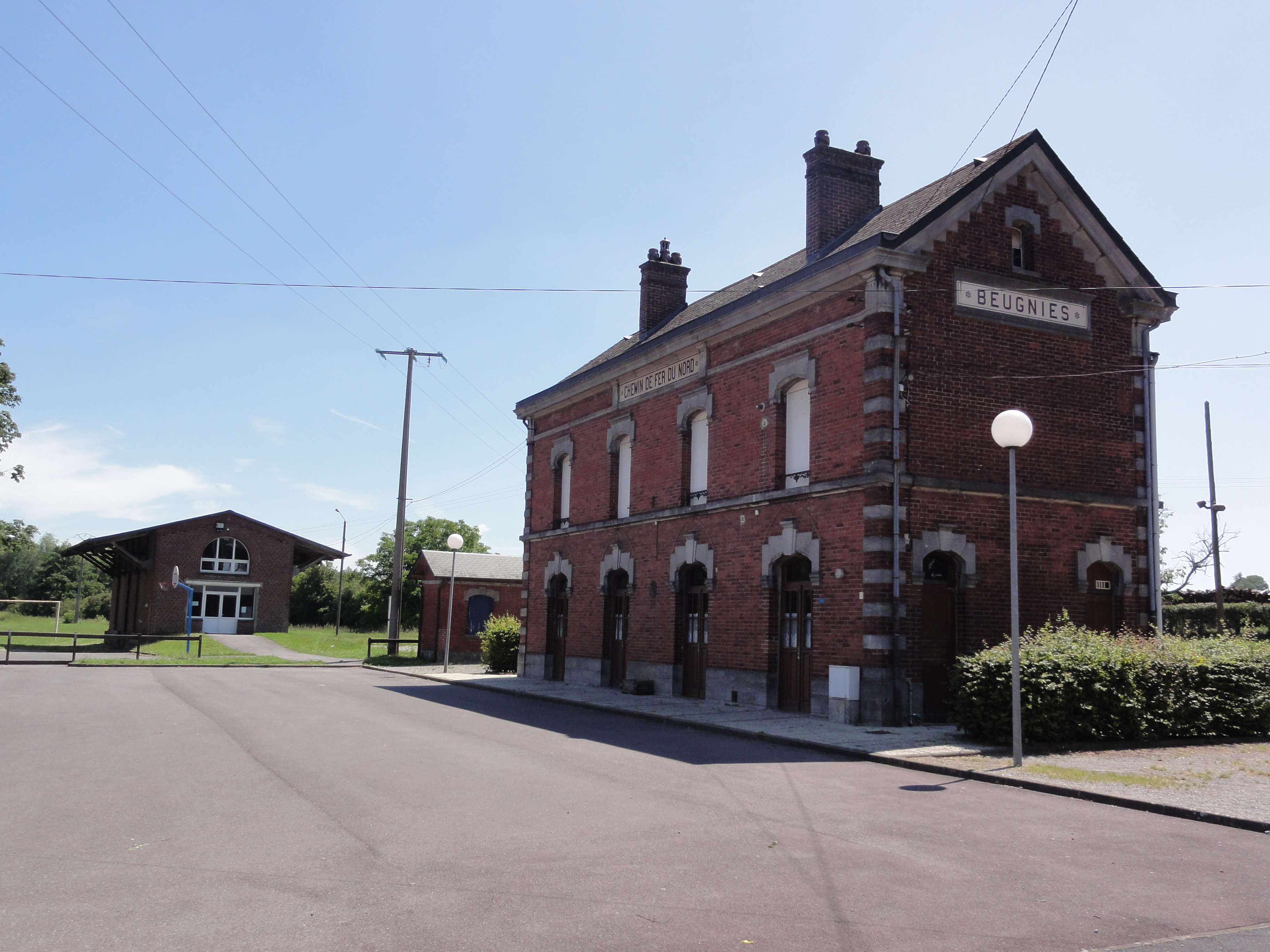
L'ancienne gare de Beugnies.

Mise en service en 1901 de la ligne de chemin de fer Avesnes-sur-Helpe - Sars-Poteries, aujourd'hui disparue.
Durant la Première Guerre mondiale, les allemands arrivent dans le village de Beugnies le mardi 25 août 1914 (soir). le village se trouve en zone occupée jusque début novembre 1918.
Seconde Guerre mondiale : Jour de la libération du village le 2 septembre 1944, une stèle se trouve à Beugnies pour commémorer l'évènement.

## Politique et administration

### Rattachements administratifs et électoraux

#### Rattachements administratifs
La commune se trouve dans l'arrondissement d'Avesnes-sur-Helpe du département du Nord.
Elle faisait partie depuis 1801 du canton d'Avesnes-sur-Helpe-Nord. Dans le cadre du redécoupage cantonal de 2014 en France, cette circonscription administrative territoriale a disparu, et le canton n'est plus qu'une circonscription électorale.

#### Rattachements électoraux
Pour les élections départementales, la commune fait partie depuis 2014 du canton de Fourmies
Pour l'élection des députés, elle fait partie de la troisième circonscription du Nord.

### Intercommunalité
Beugnies était membre de la communauté de communes des vallées de la Solre, de la Thure et de l'Helpe, un établissement public de coopération intercommunale (EPCI) à fiscalité propre créé en 1993 et auquel la commune avait transféré un certain nombre de ses compétences, dans les conditions déterminées par le code général des collectivités territoriales.
Cette intercommunalité a fusionné avec ses voisines pour former, le 31 décembre 2011, la communauté de communes du Cœur de l'Avesnois dont est désormais membre la commune.

### Liste des maires
Maire en 1881 : Dubois.
Maire en 1939 : Barbet.

Maire de 1947 à 1972 : Jean Moyen.
| Période                                  | Période                         | Identité         | Étiquette | Qualité                                                                            |
| ---------------------------------------- | ------------------------------- | ---------------- | --------- | ---------------------------------------------------------------------------------- |
| Les données manquantes sont à compléter. |                                 |                  |           |                                                                                    |
| avant 1802                               | 1808                            | François Carlier |           |                                                                                    |
| Les données manquantes sont à compléter. |                                 |                  |           |                                                                                    |
| avant 1981                               |                                 | René Deneufbourg |           |                                                                                    |
| Les données manquantes sont à compléter. |                                 |                  |           |                                                                                    |
| mars 2001                                | juillet 2022                    | Daniel Jopek,    |           | Cadre territorial en retraite Vice-président de la CC Cœur de l'Avesnois (2008 → ) |
| juillet 2020                             | En cours (au 13 septembre 2022) | Frédéric Ernesti |           |                                                                                    |

## Équipements et services publics
La mairie est désormais installée dans l'ancienne gare du chemin de fer.

### Enseignement
Beugnies relève de l'académie de Lille.

## Population et société

### Démographie

#### Évolution démographique
L'évolution du nombre d'habitants est connue à travers les recensements de la population effectués dans la commune depuis 1793. Pour les communes de moins de 10 000 habitants, une enquête de recensement portant sur toute la population est réalisée tous les cinq ans, les populations de référence des années intermédiaires étant quant à elles estimées par interpolation ou extrapolation. Pour la commune, le premier recensement exhaustif entrant dans le cadre du nouveau dispositif a été réalisé en 2005.

En 2022, la commune comptait 608 habitants, en évolution de −3,49 % par rapport à 2016 (Nord : +0,51 %, France hors Mayotte : +2,11 %).
| 1793 | 1800 | 1806 | 1821 | 1831 | 1836 | 1841 | 1846 | 1851 |
| ---- | ---- | ---- | ---- | ---- | ---- | ---- | ---- | ---- |
| 292  | 334  | 406  | 441  | 478  | 481  | 524  | 518  | 534  |

| 1856 | 1861 | 1866 | 1872 | 1876 | 1881 | 1886 | 1891 | 1896 |
| ---- | ---- | ---- | ---- | ---- | ---- | ---- | ---- | ---- |
| 530  | 559  | 553  | 600  | 629  | 619  | 698  | 716  | 737  |

| 1901 | 1906 | 1911 | 1921 | 1926 | 1931 | 1936 | 1946 | 1954 |
| ---- | ---- | ---- | ---- | ---- | ---- | ---- | ---- | ---- |
| 676  | 684  | 676  | 631  | 649  | 692  | 665  | 638  | 676  |

| 1962 | 1968 | 1975 | 1982 | 1990 | 1999 | 2005 | 2006 | 2010 |
| ---- | ---- | ---- | ---- | ---- | ---- | ---- | ---- | ---- |
| 702  | 631  | 555  | 531  | 509  | 522  | 497  | 490  | 581  |

| 2015 | 2020 | 2022 | - | - | - | - | - | - |
| ---- | ---- | ---- | - | - | - | - | - | - |
| 628  | 619  | 608  | - | - | - | - | - | - |

#### Pyramide des âges
La population de la commune est relativement jeune.
En 2018, le taux de personnes d'un âge inférieur à 30 ans s'élève à 33,6 %, soit en dessous de la moyenne départementale (39,5 %). À l'inverse, le taux de personnes d'âge supérieur à 60 ans est de 26,4 % la même année, alors qu'il est de 22,5 % au niveau départemental.
En 2018, la commune comptait 319 hommes pour 311 femmes, soit un taux de 50,63 % d'hommes, largement supérieur au taux départemental (48,23 %).
Les pyramides des âges de la commune et du département s'établissent comme suit.
| Hommes | Classe d’âge | Femmes |
| ------ | ------------ | ------ |
| 0,6    | 90 ou +      | 0,3    |
| 6,1    | 75-89 ans    | 10,1   |
| 18,2   | 60-74 ans    | 17,3   |
| 21,7   | 45-59 ans    | 19,9   |
| 19,5   | 30-44 ans    | 19,0   |
| 12,5   | 15-29 ans    | 13,1   |
| 21,4   | 0-14 ans     | 20,3   |

| Hommes | Classe d’âge | Femmes |
| ------ | ------------ | ------ |
| 0,5    | 90 ou +      | 1,4    |
| 5,3    | 75-89 ans    | 8,1    |
| 14,8   | 60-74 ans    | 16,2   |
| 19,1   | 45-59 ans    | 18,4   |
| 19,5   | 30-44 ans    | 18,7   |
| 20,7   | 15-29 ans    | 19,1   |
| 20,2   | 0-14 ans     | 18     |

## Culture locale et patrimoine

### Lieux et monuments
- L'église Saint-Martin, datant de 1879.
Son impressionnant retable provenant de l'abbaye de Crespin est restauré en 2022 avec des techniques du XVIIIe siècle, mais le panneau central est orné d'une Ascension réalisée en 2018 par Hugo Laruelle[35]
- Le kiosque à musique en balcon, type kiosque à danser.
- les monuments aux morts 1914-1918 et 1939-1945.
- La mairie.
- Chapelle Notre-Dame-de-Walcourt, chapelle Notre-Dame-de-Lourdes.

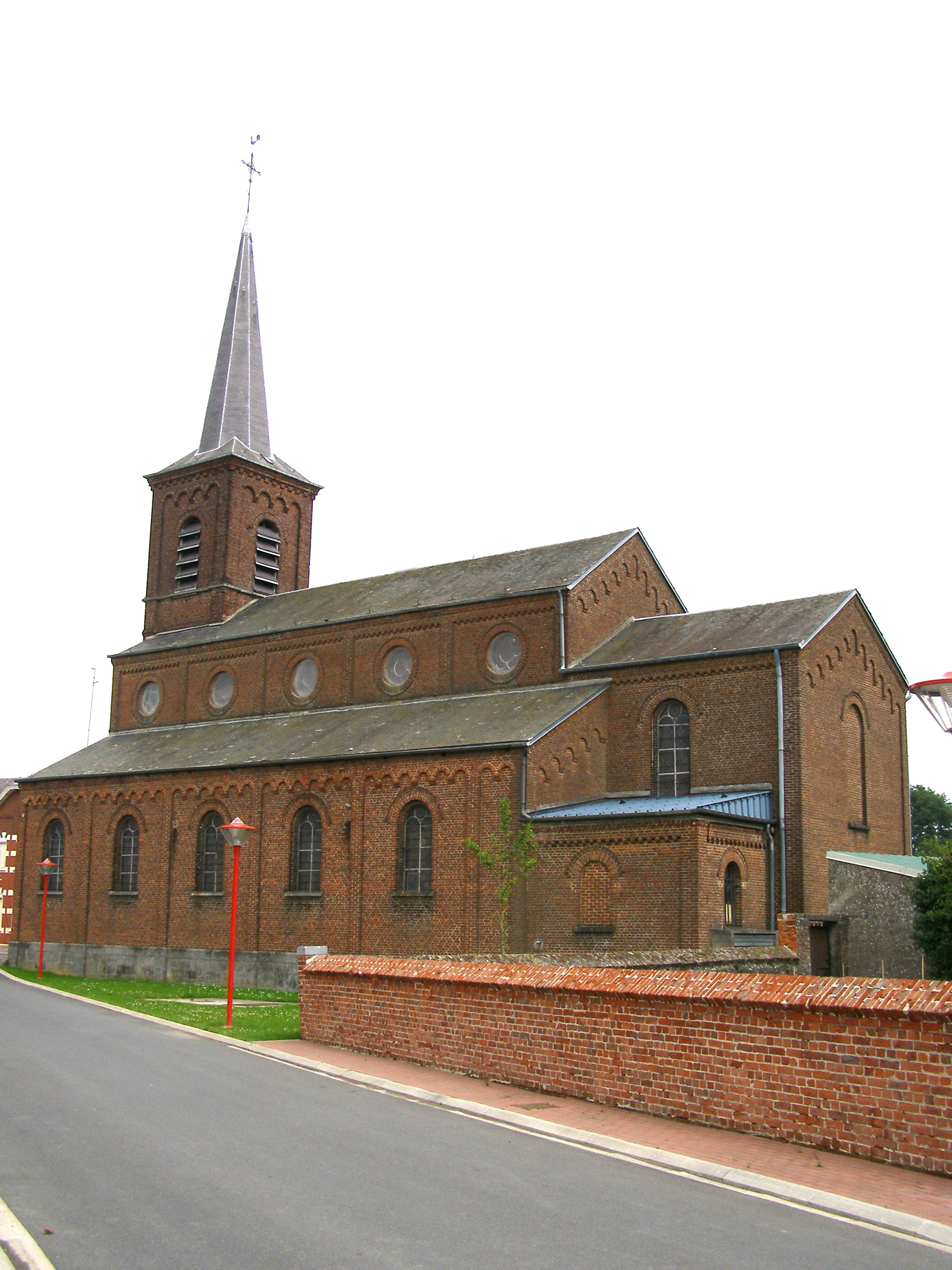
L'église.
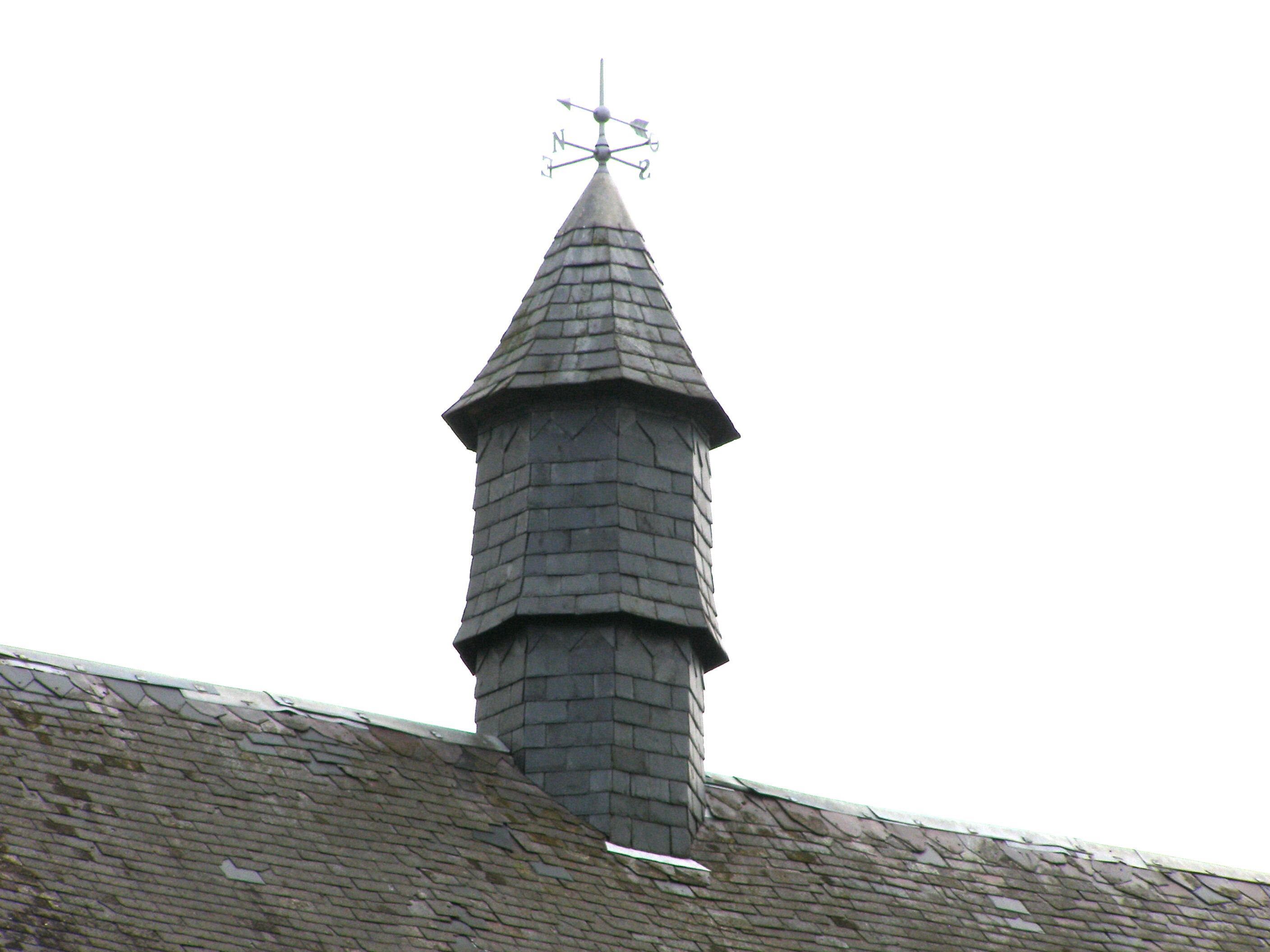
Détail de l'ancienne mairie.
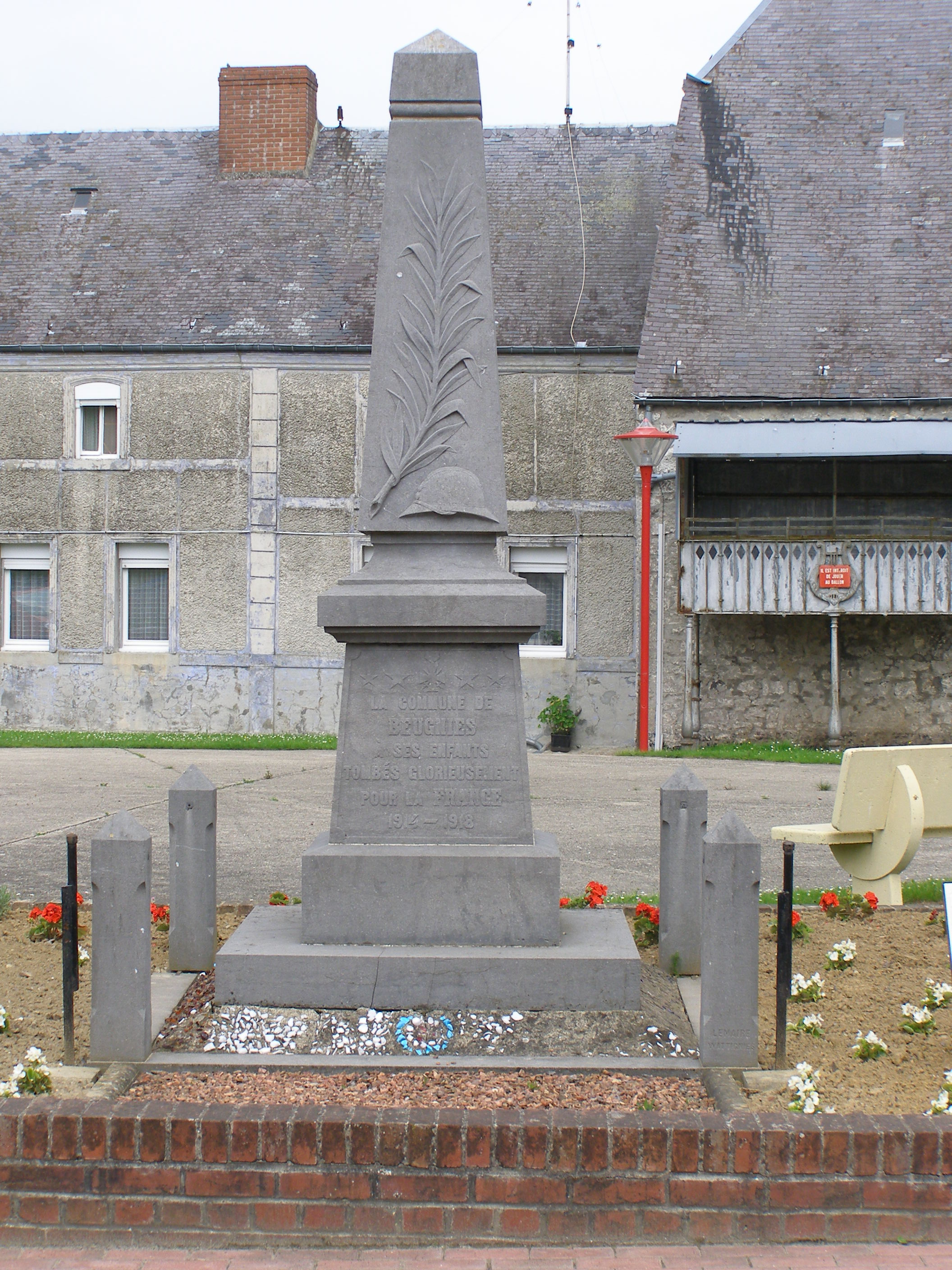
Monument aux morts 1914-1918.
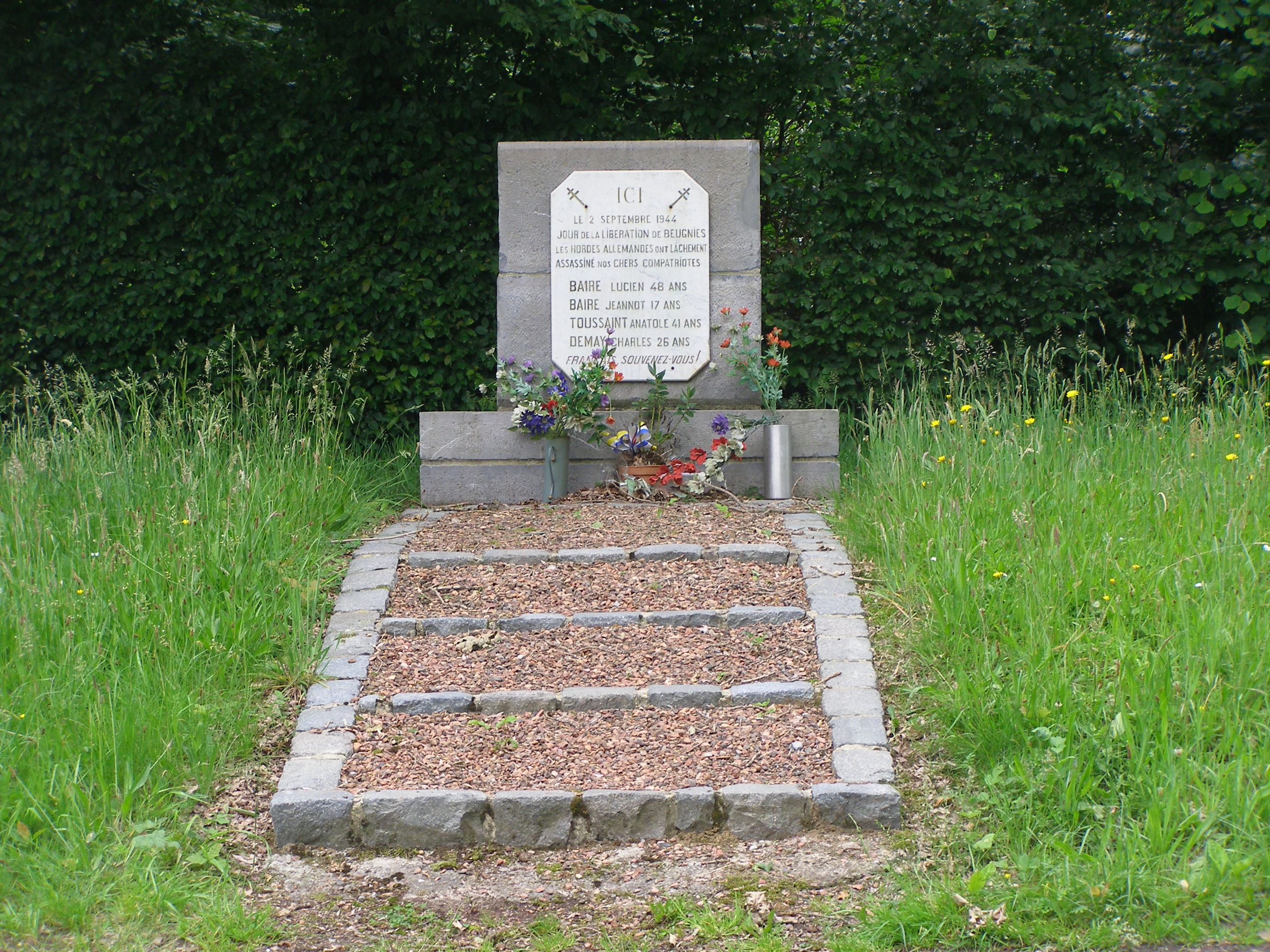
Monument aux morts 1939-1945.
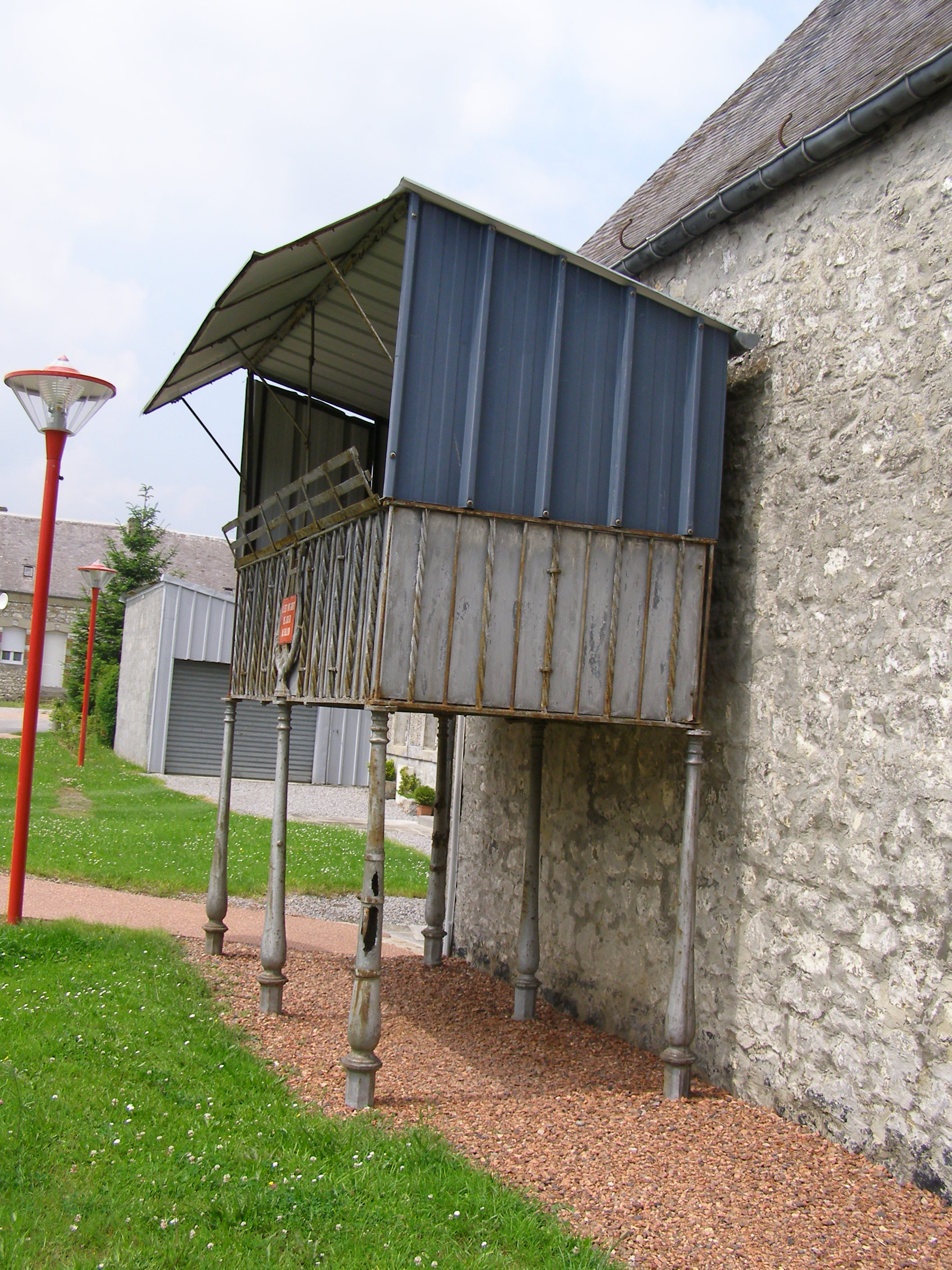
Le kiosque à danser.
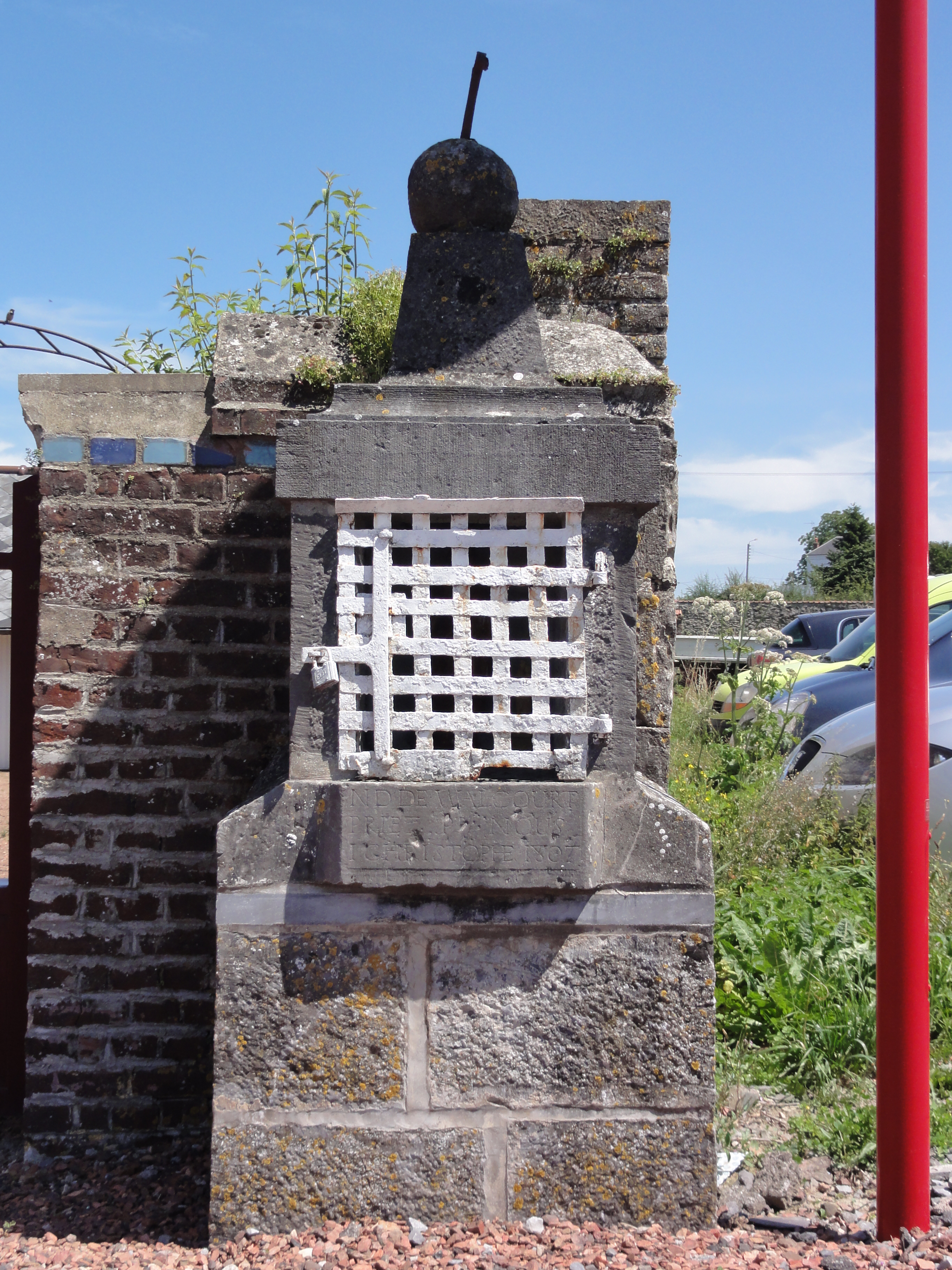
Chapelle Notre-Dame-de-Walcourt.
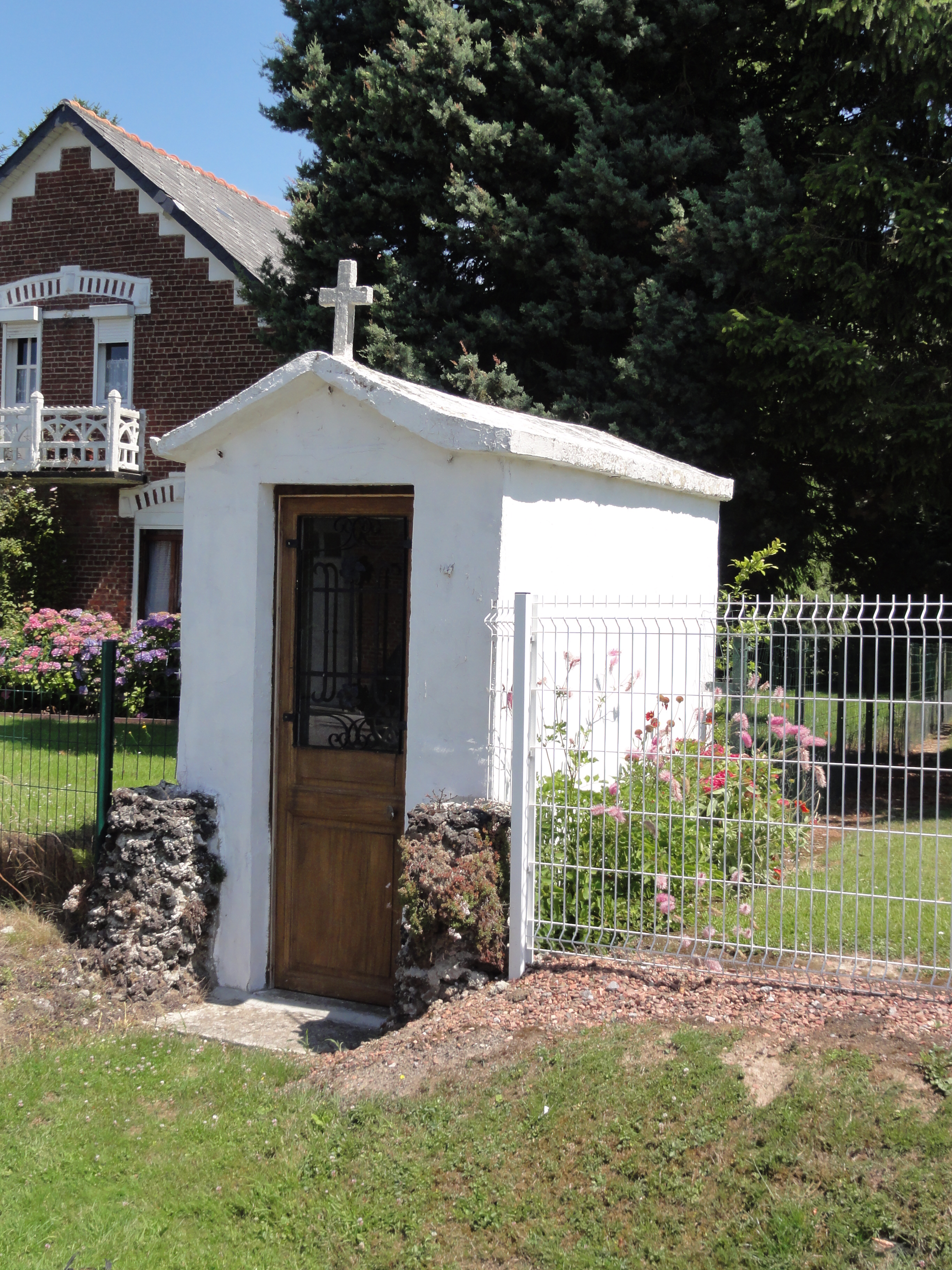
Chapelle Notre-Dame-de-Lourdes.

### Personnalités liées à la commune
Beugnies a été le théâtre d'un épisode célèbre de la vie de Claude Simon, qu'il a raconté dans La Route des Flandres (entre autres) : lors de la Bataille de France, une embuscade, le 17 mai 1940, à la sortie ouest du village, contre un petit groupe de cavaliers du 31e dragons.

### Héraldique
| Blason de Beugnies | Blason  | De gueules à trois pals de vair, au chef d'or.   |
| Blason de Beugnies | Détails | Le statut officiel du blason reste à déterminer. |

## Pour approfondir